# اسکرین مدیا فیلمز
 اسکرین مدیا فیلمز (به انگلیسی: Screen Media Films) یک شرکت پخش فیلم مستقل آمریکایی-کانادایی است که در سال ۲۰۰۱ تأسیس شد.